# Isomaanjärvi
Isomaanjärvi är en sjö i Kiruna kommun i Lappland och ingår i Torneälvens huvudavrinningsområde. Sjön har en area på 0,08 kvadratkilometer och ligger 482,9 meter över havet. Isomaanjärvi ligger i Pessinki fjällurskog Natura 2000-område.

## Delavrinningsområde
Isomaanjärvi ingår i det delavrinningsområde (756207-179154) som SMHI kallar för Ovan Haljujoki. Medelhöjden är 443 meter över havet och ytan är 50,66 kvadratkilometer. Det finns inga avrinningsområden uppströms utan avrinningsområdet är högsta punkten. Merasjoki som avvattnar avrinningsområdet har biflödesordning 3, vilket innebär att vattnet flödar genom totalt 3 vattendrag innan det når havet efter 356 kilometer. Avrinningsområdet består mestadels av skog (63 procent) och sankmarker (36 procent). Avrinningsområdet har 0,48 kvadratkilometer vattenytor vilket ger det en sjöprocent på 0,9 procent.